# Diecezja Amboina
Diecezja Amboina (łac. Diœcesis Amboinaënsis, indonez. Keuskupan Amboina) – rzymskokatolicka diecezja ze stolicą w Ambonie w prowincji Moluki, w Indonezji. Biskupstwo jest sufraganią archidiecezji Makassar.
W 2006 w diecezji służyło 44 braci i 142 sióstr zakonnych.

## Historia
22 grudnia 1902 papież Leon XIII erygował prefekturę apostolską Holenderskiej Nowej Gwinei. Dotychczas wierni z tych terenów należeli do wikariatu apostolskiego Batavii (obecnie archidiecezja dżakarcka).
29 sierpnia 1920 prefektura apostolska Holenderskiej Nowej Gwinei została podniesiona do rangi wikariatu apostolskiego.
12 maja 1949 zmieniono nazwę na wikariat apostolski Amboina. W tym dniu odłączono prefekturę apostolską Hollandii (obecnie diecezja Jayapura).
24 czerwca 1950 odłączono wikariat apostolski Merauke (obecnie archidiecezja Merauke).
3 stycznia 1961 papież Jan XXIII podniósł wikariat apostolski Amboina do rangi diecezji.

## Ordynariusze

### Prefekci apostolscy
- Matteo Neyens MSC (1902–1915)
- Enrico Nollen MSC (1915–1920)

### Wikariusze apostolscy
- Giovanni Aerts MSC (1920–1942)
- Jacques Grent MSC (1947–1961)

### Biskupi
- Jacques Grent MSC (1961–1965)
- André Sol MSC (1965–1994)
- Petrus Canisius Mandagi MSC (1994–2020)
- Seno Ngutra (od 2022)